# Колібрі-кокетка зеленовусий
Колі́брі-коке́тка зеленовусий (Lophornis pavoninus) — вид серпокрильцеподібних птахів родини колібрієвих (Trochilidae). Мешкає на Гвіанському нагір'ї.

## Опис
Довжина птаха становить 9,7 см. У самців голова блискучо-зелетисто-зелена з чорною смугою посередині. Верхня частина тіла темно-зелена, блискуча, на надхвісті у них біла смуга. Хвіст дещо роздвоєний, пурпурово-бронзовий. Горло чорне, на щоках широкі пучки блискучого зеленого пір'я з великими чорнувато-синіми плямами на кінчиках. Біля очей руді плями з білрими плямками посередині. Нижня частина тіла сірувато-зелена. Дзьоб короткий, прямий, чорний.
У самиць пучки пір'я на щоках відсутні. верхня частина тіла у них золотисто-бронзова, на надхвісті білувато-охриста смуга. Хвіст сіруватий, стернові пера на кінці мають широкі пурпурово-бронзові краї, крайні стернові пера мають білі кінчики. Горло біле з чорними смугами, решта нижньої частини тіла поцяткована чорними, білими і зеленими плямами. У представників підвиду L. p. duidae чорна смуга на голові і руді плями на щоках менш виражені.

## Підвиди
Виділяють два підвиди:
- L. p. pavoninus Salvin & Godman, 1882 — гори Птарі[es] і Сьєрра-де-Лема[en] на південному сході Венесуели, гора Рорайма на кордоні Венесуели, Бразилії і Гаяни, гори Меруме[ceb];
- L. p. duidae Chapman, 1929 — гора Дуїда[en] і сусідні тепуї на південному сході Венесуели.

## Поширення і екологія
Зеленовусі колібрі-кокетки мешкають у Венесуелі, Бразилії і Гаяні. Вони живуть у вологих тропічних лісів, на узліссях і галявинах. Зустрічаються на висоті від 500 до 2000 м над рівнем моря. Живляться нектаром квітучих рослин, а також комахами, яких ловлять в польоті. Гніздо чашоподібне, розміщується на висоті 2 м над землею. В кладці 2 яйця. Інкубаційний період триває 13-14 днів, пташенята покидають гніздо через 20 днів після вилуплення.